# Altrose
Altrose (kurz: Alt) ist ein Monosaccharid mit sechs Kohlenstoff-Atomen. Dieser Zucker gehört zur Gruppe der nicht natürlich vorkommenden Aldohexosen mit der Summenformel C6H12O6.
Wie bei jedem Zucker (außer Dihydroxyaceton) gibt es zwei enantiomere Formen, die sich wie Bild und Spiegelbild verhalten. Wenn in diesem Text  oder in der wissenschaftlichen Literatur „Altrose“ ohne weiteren Namenszusatz (Präfix) erwähnt wird, ist D-Altrose gemeint.

## Eigenschaften
In wässriger Lösung kommt es teilweise zu einem intramolekularen Ringschluss, sodass sich ein Gleichgewicht zwischen der Aldehydform und den beiden Ringformen (Furanose und Pyranose) einstellt:
| D-Altrose – Schreibweisen | D-Altrose – Schreibweisen | D-Altrose – Schreibweisen |
| Keilstrichformel          | Haworth-Schreibweise      | Haworth-Schreibweise      |
| ------------------------- | ------------------------- | ------------------------- |
|                           | α-D-Altrofuranose 20 %    | β-D-Altrofuranose 13 %    |
| α-D-Altropyranose 27 %    | β-D-Altropyranose 40 %    |                           |
| Sesselkonformation        |                           |                           |
|                           |                           |                           |

## Nachweis

### Fehling-Reaktion
Der Nachweis der Aldehydgruppe in wässriger Lösung eines Gemisches aus Kupfer(II)-sulfat- (Fehling I) und basischer Kalium-Natrium-Tartrat-Lösung (Fehling II) fällt positiv aus, es bildet sich festes Kupfer(I)-oxid (ziegelroter Niederschlag) (siehe Fehling-Probe).

### Tollens-Reaktion (Silberspiegelprobe)
Das Ag+-Ion in Silbernitrat-Lösung wird durch die Altrose zu elementarem Silber reduziert, das im Idealfall das Testgefäß mit einem Metallspiegel überzieht (siehe Tollensprobe).